# Xilano

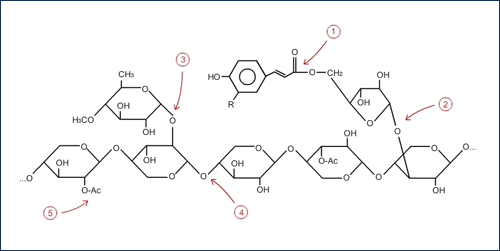
Xilano degradado por enzimas del hongo Penicillium

El xilano es un polisacárido constituido por una cadena lineal de residuos de xilosa y diversas ramificaciones y sustituciones. El  xilano es el polisacárido más abundante después de la celulosa. La corteza de los árboles y la paja contienen hasta 30% de  xilano, la madera de coníferas 7-12% y la de árboles de hojas caducas 20-25%. La cadena consta de 30-100 unidades de β-D-xilopiranosa con enlaces 1,4-glicosídicos. Algunos  xilanos también presentan arabinosa, glucosa, galactosa y glucuronato en ramas laterales unidas al C3 de la xilosa.
El  xilano es el componente mayoritario de la hemicelulosa. Las hemicelulosas consisten en polímeros de pentosas —xilosa, arabinosa—, hexosas —glucosa, manosa, galactosa—, o ácidos urónicos —glucurónico, galacturónico—. Son sustancias de soporte o de almacenamiento en las plantas.
El  xilano es degradado más rápidamente que la celulosa. La β-1,4-endoxilanasa y la β-xilosidasa son las enzimas responsables de la hidrólisis de la cadena principal. Representan los principales componentes del sistema xilanolítico, produce xilosa, xilobiosa y oligómeros de 2 a 6 unidades. Muchos organismos producen exoenzimas capaces de degradarla. En los suelos neutros o alcalinos predominan Bacillus, Sporocytophaga, Clostridium y otras bacterias, y en los ácidos, los hongos filamentosos.